# Praia do Sol (Guarapari)
A Praia do Sol é uma praia brasileira, pertencente ao Parque Paulo César Vinha, localizada no município capixaba de Guarapari.
Distante 19 quilômetros do centro de Guarapari, seus 5 km são cobertos de areias claras, e as ondas costumam ser fortes. Como se localiza em região de difícil acesso, fica deserta a maior parte do ano.